# Romano Vaccarella
Romano Vaccarella (Roma, 2 agosto 1942) è un giurista italiano.

## Biografia
È stato eletto giudice della Corte Costituzionale il 24 aprile 2002 dal Parlamento in seduta comune con 583 voti. Si è poi dimesso il 30 aprile 2007, in polemica col governo Prodi II sulla questione del referendum elettorale.
Dopo aver insegnato in diverse università italiane, tra cui l'Università degli studi di Roma Tor Vergata, l'Università La Sapienza, e l'Università LUISS, attualmente è professore ordinario di diritto processuale civile presso l'Università La Sapienza di Roma. Insegna, inoltre, diritto processuale civile presso la LUISS Guido Carli.
È stato l'avvocato difensore di Silvio Berlusconi in numerosi processi civili, tra cui la vicenda che la contrappone alla CIR - Compagnie Industriali Riunite.